# Витан Петров
Витан Петров Витанов е български революционер, участник в Българското опълчение и Кресненско-Разложкото въстание.

## Биография
Петров е роден на 4 февруари 1854 година в разложкото село Годлево, което тогава е в Османската империя. Емигрира в Румъния, където влиза в средите на революционната емиграция. След избухването на Руско-турската война на 4 май 1877 година се записва доброволец във II опълченска дружина. Участва в боевете при Шипка през август, където е ранен. Уволнен е от Опълчението на 28 юни 1878 година.
След Берлинския договор се включва в съпротивителното движение и в избухналото Кресненско-Разложко въстание.
След въстанието се установява в Долна баня, където се занимава с коларо-железарство.
Умира в Долна баня на 6 май 1918 година.